# Francis Barraud

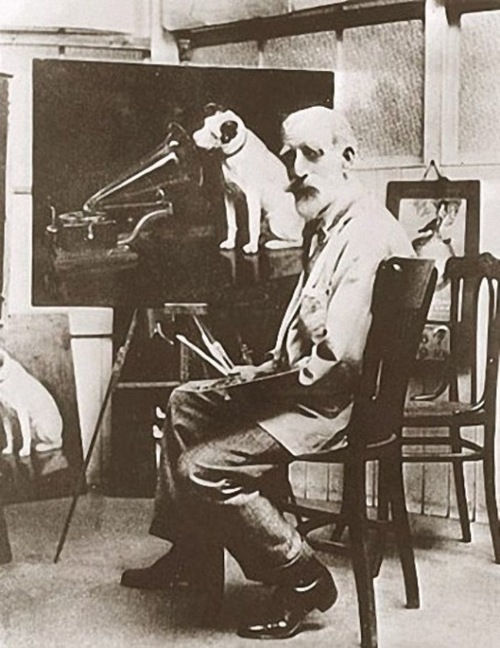
Francis Barraud an der Staffelei, 1898

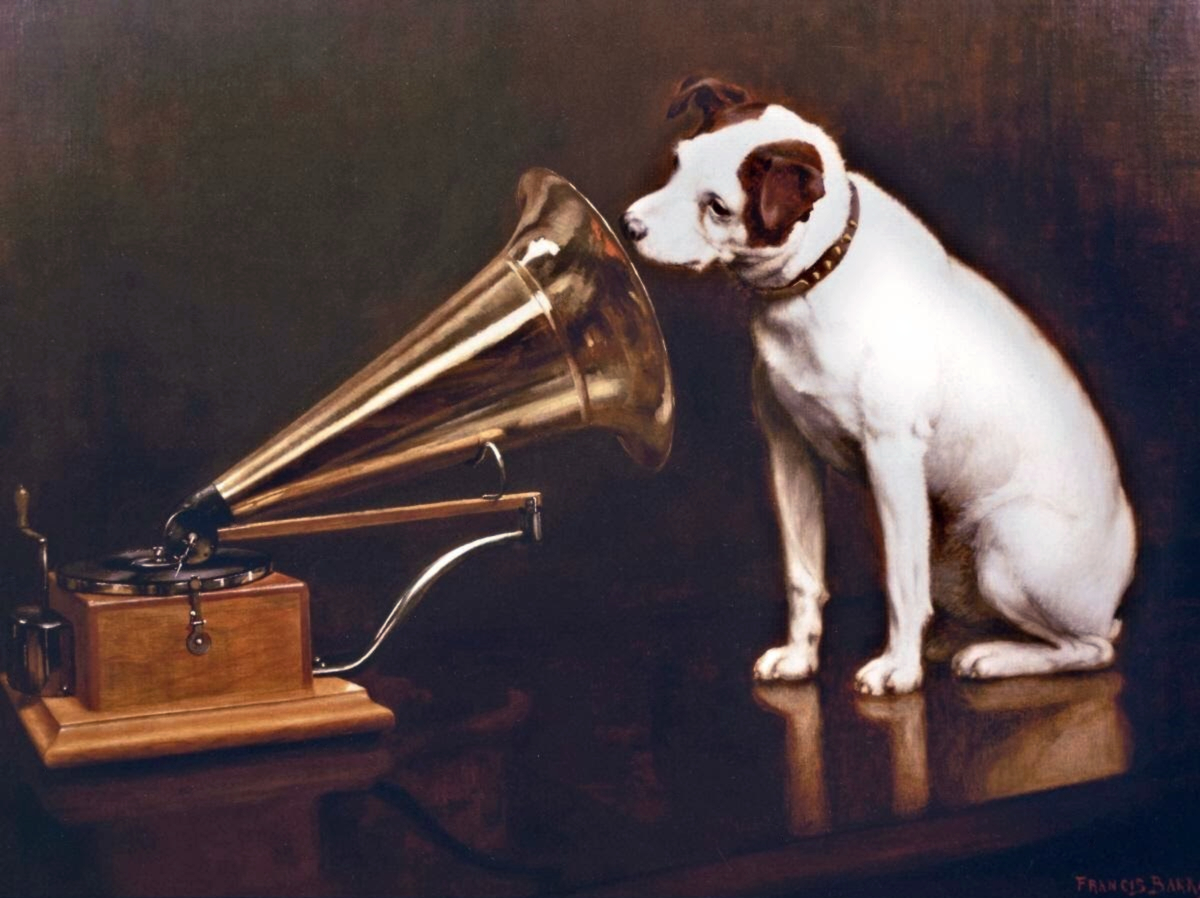
His Master’s Voice

Francis James Barraud (* 16. Juni 1856 in Liverpool; † 29. August 1924 in Kingston upon Thames, London) war ein britischer Maler.

## His Master’s Voice
Francis Barrauds bekanntestes Werk heißt His Master’s Voice (dt. Die Stimme seines Herren). Nach dem Tod seines älteren Bruders, Mark Barraud, nahm er dessen Hund Nipper – es handelt sich wahrscheinlich um einen Parson Russell Terrier, einen Fox Terrier oder einen Mischling – bei sich auf. Eines Tages beobachtete er, wie der Hund am Edison-Phonographen lauschte. Barraud war von diesem Schauspiel derart beeindruckt, dass er drei Jahre nach Nippers Tod ein Gemälde davon anfertigte. Die neu gegründete englische Gramophone Company kaufte ihm das Bild, inklusive Verwertungsrechten, 1899 für insgesamt 100 Pfund ab, um es in ihren Zeitungsannoncen zu verwenden. Das Bild von Francis Barraud ist eines der bekanntesten Firmenlogos in der Welt. Das Bild wird von mehreren Unternehmen, darunter His Master’s Voice (HMV), Radio Corporation of America (RCA) und Victor Company of Japan, Limited verwendet.